# Llista de topònims de Gisclareny
Llista de topònims (noms propis de lloc) del municipi de Gisclareny, al Berguedà
Informació actualitzada per un bot. Els canvis manuals es perdran quan s'actualitzi!

## curs d'aigua
| imatge | Nom           | Ubicat a                                          | instància de | Detalls                          | coordenades                                                                                              | Protecció | Commons (més fotos) | Dades a WD                    |
| ------ | ------------- | ------------------------------------------------- | ------------ | -------------------------------- | --- | --------- | ------------------- | ----------------------------- |
|        | Bastareny     | Gisclareny Bagà Guardiola de Berguedà             | curs d'aigua | Desemboca: Llobregat             | 42° 15′ 50″ N, 1° 50′ 02″ E / 42.263847°N,1.833844°E                                                     |           | Bastareny           | Modifica les dades a Wikidata |
|        | riu de Saldes | Saldes Gisclareny Vallcebre Guardiola de Berguedà | curs d'aigua | Desemboca: Llobregat Llarg: 17km | 42° 11′ 27″ N, 1° 44′ 06″ E / 42.190769°N,1.73503°E 42° 12′ 53″ N, 1° 52′ 09″ E / 42.214775°N,1.869164°E |           | Riu de Saldes       | Modifica les dades a Wikidata |

## església
| imatge | Nom                                 | Ubicat a   | instància de                 | Detalls                                   | coordenades | Protecció                                  | Commons (més fotos)                     | Dades a WD                    |
| ------ | ----------------------------------- | ---------- | ---------------------------- | ----------------------------------------- | --- | ------------------------------------------ | --------------------------------------- | ----------------------------- |
|        | Mare de Déu del Roser de Gisclareny | Gisclareny | església església parroquial |                                           | 42° 15′ 00″ N, 1° 47′ 12″ E / 42.250038°N,1.786571°E                                                                           | bé integrant del patrimoni cultural català | La Mare de Déu del Roser de Gisclareny  | Modifica les dades a Wikidata |
|        | Sant Martí del Puig                 | Gisclareny | església                     | Estil: arquitectura romànica 11st century | 42° 15′ 59″ N, 1° 48′ 36″ E / 42.266373°N,1.810002°E ca:el Puig, Gisclareny 1022 msnm                                          | bé integrant del patrimoni cultural català | Sant Martí del Puig de la Baga          | Modifica les dades a Wikidata |
|        | Sant Miquel de Turbians             | Gisclareny | església                     | Estil: arquitectura romànica 12nd century | 42° 14′ 47″ N, 1° 48′ 15″ E / 42.24649167°N,1.80416667°E ca:Turbians, Gisclareny 1252 msnm                                     | bé integrant del patrimoni cultural català | Sant Miquel de Turbians                 | Modifica les dades a Wikidata |
|        | Sant Romà d'Oreis                   | Gisclareny | església                     | Estil: arquitectura romànica 11st century | 42° 16′ 31″ N, 1° 47′ 08″ E / 42.275291°N,1.785517°E ca:Pista de Bagà a Gisclareny, direcció Monnell, a 6 km de Bagà 1230 msnm | bé integrant del patrimoni cultural català | Sant Romà d'Oreis                       | Modifica les dades a Wikidata |
|        | capella de Santa Magdalena          | Gisclareny | església                     | Estil: arquitectura popular 17th century  | 42° 15′ 55″ N, 1° 49′ 23″ E / 42.265141°N,1.823184°E ca:Ctra. Bagà-Gisclareny, trencall a mà dreta, 3 km 930 msnm              | bé integrant del patrimoni cultural català | Capella de Santa Magdalena (Gisclareny) | Modifica les dades a Wikidata |

## font
| imatge | Nom                   | Ubicat a   | instància de | Detalls | coordenades | Protecció | Commons (més fotos) | Dades a WD                    |
| ------ | --------------------- | ---------- | ------------ | ------- | --- | --------- | ------------------- | ----------------------------- |
|        | font de l'oferta      | Gisclareny | font         |         | 42° 16′ 44″ N, 1° 47′ 22″ E / 42.27899°N,1.78933°E ca:Al clot de Vimboca abans d'arribar al forat de Vimboca entre la Boixassa i la Moixa |           |                     | Modifica les dades a Wikidata |
|        | font de les Abeurades | Gisclareny | font         |         | 42° 15′ 33″ N, 1° 48′ 08″ E / 42.259127118844°N,1.80218995097546°E                                                                        |           |                     | Modifica les dades a Wikidata |
|        | font del Cabrer       | Gisclareny | font         |         | 42° 15′ 51″ N, 1° 45′ 49″ E / 42.2641121724902°N,1.76359957269849°E                                                                       |           |                     | Modifica les dades a Wikidata |
|        | font dels Clots       | Gisclareny | font         |         | 42° 15′ 34″ N, 1° 46′ 55″ E / 42.2595534549028°N,1.78195928775501°E                                                                       |           |                     | Modifica les dades a Wikidata |

## masia
| imatge | Nom              | Ubicat a          | instància de     | Detalls                                                | coordenades | Protecció                                            | Commons (més fotos)   | Dades a WD                    |
| ------ | ---------------- | ----------------- | ---------------- | ------------------------------------------------------ | --- | ---------------------------------------------------- | --------------------- | ----------------------------- |
|        | Ca l'Endal       | Gisclareny        | masia            |                                                        | 42° 15′ 25″ N, 1° 46′ 04″ E / 42.2570067037919°N,1.76781184961424°E |                                                      |                       | Modifica les dades a Wikidata |
|        | Ca l'Esteve      | Gisclareny        | masia            |                                                        | 42° 15′ 24″ N, 1° 46′ 05″ E / 42.2565781493699°N,1.76815964537517°E |                                                      |                       | Modifica les dades a Wikidata |
|        | Ca l'Estevenó    | Gisclareny        | masia            |                                                        | 42° 14′ 16″ N, 1° 49′ 46″ E / 42.2379°N,1.82945°E ca:Al costat esquerra del torrent de Ca l'Estevenó a sota de Rocadecans i mirant a la riera de Saldes                                                |                                                      |                       | Modifica les dades a Wikidata |
|        | Cal Berta        | Gisclareny        | masia            | Estil: arquitectura popular                            | 42° 15′ 08″ N, 1° 47′ 10″ E / 42.252306°N,1.786064°E ca:Al veïnat de Berta a sota dels castellots i roques de Cal Bisbe                                                                                | bé integrant del patrimoni cultural català           |                       | Modifica les dades a Wikidata |
|        | Cal Braut        | Gisclareny        | masia            |                                                        | 42° 14′ 58″ N, 1° 46′ 54″ E / 42.2494727034721°N,1.78168052226167°E |                                                      |                       | Modifica les dades a Wikidata |
|        | Cal Calçó        | Gisclareny        | masia            |                                                        | 42° 15′ 31″ N, 1° 46′ 02″ E / 42.2587299036628°N,1.76725697817466°E ca:A la part més alta del veïnat del Coll de la Bena poc abans d'arribar al coll damunt d'uns planells                             |                                                      |                       | Modifica les dades a Wikidata |
|        | Cal Cerdanyola   | Gisclareny        | masia            |                                                        | 42° 16′ 06″ N, 1° 48′ 54″ E / 42.2682663038331°N,1.81500336750301°E ca:Al veïnat de l'Hostalet. Camí de Bagà a la Font de l'Adou. PK.4 a l'esquerra del torrent del Forat                              |                                                      |                       | Modifica les dades a Wikidata |
|        | Cal Coromines    | Gisclareny        | masia            |                                                        | 42° 14′ 57″ N, 1° 47′ 12″ E / 42.2492925557339°N,1.78677518209126°E |                                                      |                       | Modifica les dades a Wikidata |
|        | Cal Creueta      | Gisclareny        | masia            |                                                        | 42° 15′ 08″ N, 1° 47′ 08″ E / 42.2521254547003°N,1.78554500859736°E ca:A la part de més a ponent del veïnat de Berta i al costat de Cal Sastre a sota la Voltrera                                      |                                                      |                       | Modifica les dades a Wikidata |
|        | Cal Felipet      | Gisclareny        | masia            |                                                        | 42° 15′ 01″ N, 1° 47′ 13″ E / 42.250256651679°N,1.78681731467454°E |                                                      |                       | Modifica les dades a Wikidata |
|        | Cal Gascó        | Gisclareny        | masia            |                                                        | 42° 15′ 24″ N, 1° 46′ 07″ E / 42.2567708821693°N,1.76849534666012°E ca:Al veïnat del Coll de la Bena al costat oest de la Casanova davant dels prats i damunt del camí                                 |                                                      |                       | Modifica les dades a Wikidata |
|        | Cal Jan          | Gisclareny        | masia            |                                                        | 42° 15′ 25″ N, 1° 45′ 56″ E / 42.2570007270592°N,1.76558126838295°E ca:Al segon agrupament de cases del Veïnat del Coll de la Bena a l'esquerra del coll                                               |                                                      |                       | Modifica les dades a Wikidata |
|        | Cal Mateu        | Gisclareny        | masia            |                                                        | 42° 14′ 37″ N, 1° 49′ 04″ E / 42.2436368172503°N,1.81782799438309°E |                                                      |                       | Modifica les dades a Wikidata |
|        | Cal Miqueló      | Gisclareny        | masia            |                                                        | 42° 14′ 38″ N, 1° 48′ 32″ E / 42.2437516303315°N,1.80890491334331°E |                                                      |                       | Modifica les dades a Wikidata |
|        | Cal Misèria      | Gisclareny        | masia            |                                                        | 42° 15′ 26″ N, 1° 46′ 10″ E / 42.257221975753°N,1.76940794693249°E |                                                      |                       | Modifica les dades a Wikidata |
|        | Cal Noguera      | Gisclareny        | masia            |                                                        | 42° 14′ 09″ N, 1° 49′ 57″ E / 42.2358257702175°N,1.83250487808532°E |                                                      |                       | Modifica les dades a Wikidata |
|        | Cal Pere Vilella | Gisclareny        | masia            |                                                        | 42° 14′ 58″ N, 1° 49′ 16″ E / 42.2495413470422°N,1.82099066062084°E ca:Abans d'arribar al coll de Turbians                                                                                             |                                                      |                       | Modifica les dades a Wikidata |
|        | Cal Ponet        | Gisclareny        | masia            |                                                        | 42° 14′ 35″ N, 1° 48′ 34″ E / 42.2429456444683°N,1.80934429920248°E ca:Al costat del mas Vaquer al nucli de Vilellla a sota del Puigventós i als plans homònims                                        |                                                      |                       | Modifica les dades a Wikidata |
|        | Cal Raler        | Gisclareny        | masia            |                                                        | 42° 14′ 58″ N, 1° 48′ 59″ E / 42.249485403265°N,1.81643385341087°E ca:Al vessant sud de la serra de Gisclareny, a l'oest del clot de la Culledassa i al costat de l'antic camí ral de Bagà a Turbians. |                                                      |                       | Modifica les dades a Wikidata |
|        | Cal Rita         | Gisclareny        | masia            |                                                        | 42° 15′ 26″ N, 1° 45′ 53″ E / 42.2571997311762°N,1.76482573623252°E ca:A la part més alta del segon veïnat del Coll de la Bena per damunt de Cal Jan i Cal Maurici                                     |                                                      |                       | Modifica les dades a Wikidata |
|        | Cal Sastre       | Gisclareny        | masia            |                                                        | 42° 15′ 09″ N, 1° 47′ 09″ E / 42.2524175687521°N,1.78591520091101°E ca:A sobre de cal Berta a sota dels Castellots i roques de Cal Bisbe                                                               |                                                      |                       | Modifica les dades a Wikidata |
|        | Cal Tasconet     | Gisclareny Saldes | masia            |                                                        | 42° 15′ 24″ N, 1° 45′ 55″ E / 42.2566100246486°N,1.76526156061864°E ca:Damunt de Cal Jan i cal Caló a la part sud-oest del segon veïnat del Coll de la Bena                                            |                                                      |                       | Modifica les dades a Wikidata |
|        | Cal Tor          | Gisclareny        | masia            |                                                        | 42° 15′ 10″ N, 1° 47′ 13″ E / 42.2527625251499°N,1.78702385908315°E |                                                      |                       | Modifica les dades a Wikidata |
|        | Cal Vaquer       | Gisclareny        | masia            |                                                        | 42° 14′ 36″ N, 1° 48′ 34″ E / 42.2432809435706°N,1.80954404667668°E |                                                      |                       | Modifica les dades a Wikidata |
|        | Cal Vitarella    | Gisclareny        | masia            |                                                        | 42° 15′ 25″ N, 1° 46′ 02″ E / 42.2570458627541°N,1.76726553572365°E ca:A la part més oest del veïnat del Coll de la Bena i al costat de Cal Xamberg damunt el camí ral de Coll de la Bena.             |                                                      |                       | Modifica les dades a Wikidata |
|        | Casa del Bisbe   | Gisclareny        | masia            |                                                        | 42° 15′ 16″ N, 1° 47′ 27″ E / 42.2543957022599°N,1.79072640287515°E |                                                      |                       | Modifica les dades a Wikidata |
|        | Mas Caselles     | Gisclareny        | masia            | Estil: arquitectura popular 17th century Estat: ruïnós | 42° 14′ 58″ N, 1° 46′ 55″ E / 42.24945°N,1.781848°E ca:El Clot del Pou 1307 msnm | bé integrant del patrimoni cultural català           |                       | Modifica les dades a Wikidata |
|        | Masia de la Faia | Gisclareny        | masia            | Estil: arquitectura popular 18th century               | 42° 15′ 54″ N, 1° 49′ 25″ E / 42.265042°N,1.823692°E ca:Ctra. Bagà-Gisclareny, trencall a mà dreta, 3 km                                                                                               | bé integrant del patrimoni cultural català           | Masia de la Faia      | Modifica les dades a Wikidata |
|        | Monnell          | Gisclareny        | masia            | Estil: arquitectura popular 14th century               | 42° 16′ 15″ N, 1° 47′ 44″ E / 42.27071°N,1.795521°E ca:Font de l'Adou, Monnell 1012 msnm | bé integrant del patrimoni cultural català           | Monnell               | Modifica les dades a Wikidata |
|        | Murcurols        | Gisclareny        | masia casa forta | 17th century                                           | 42° 15′ 59″ N, 1° 47′ 03″ E / 42.266298°N,1.784189°E ca:Pista de Bagà a Puig de Baga i Murcurols 1180 msnm                                                                                             | bé d'interès cultural bé cultural d'interès nacional | Murcurols             | Modifica les dades a Wikidata |
|        | Rocadecans       | Gisclareny        | masia            |                                                        | 42° 14′ 35″ N, 1° 49′ 36″ E / 42.2429904221786°N,1.82679725802991°E ca:Masia assentada al sud-est del cim de Turbians i del coll homònim en uns planells sobre Cal Noguera                             |                                                      |                       | Modifica les dades a Wikidata |
|        | cal Caçador      | Gisclareny        | masia            | Estil: arquitectura popular 18th century               | 42° 14′ 43″ N, 1° 47′ 54″ E / 42.245272°N,1.798472°E ca:Prop de Vilella, Gisclareny 1035 msnm | bé integrant del patrimoni cultural català           | Cal Caçador           | Modifica les dades a Wikidata |
|        | cal Jovell       | Gisclareny        | masia            | Estil: arquitectura popular 17th century               | 42° 14′ 59″ N, 1° 46′ 51″ E / 42.249772°N,1.780803°E ca:Sota l'església de la Mare de Déu del Roser 1313 msnm                                                                                          | bé integrant del patrimoni cultural català           | Cal Jovell            | Modifica les dades a Wikidata |
|        | cal Pedrals      | Gisclareny        | masia            | Estil: arquitectura popular 18th century               | 42° 15′ 09″ N, 1° 47′ 15″ E / 42.252384°N,1.787384°E ca:Al peu del camí de Gisclareny, prop del poble 1275 msnm                                                                                        | bé integrant del patrimoni cultural català           | Cal Pedrals           | Modifica les dades a Wikidata |
|        | cal Prim         | Gisclareny        | masia            | Estil: arquitectura popular 17th century               | 42° 15′ 01″ N, 1° 46′ 57″ E / 42.250214°N,1.782564°E ca:Al peu del camí que porta a l'església de Gisclareny 1313 msnm                                                                                 | bé integrant del patrimoni cultural català           | Cal Prim (Gisclareny) | Modifica les dades a Wikidata |
|        | cal Ros          | Gisclareny        | masia            | Estil: arquitectura popular 18th century               | 42° 15′ 00″ N, 1° 47′ 55″ E / 42.249871°N,1.798609°E ca:Vilella 1136 msnm | bé integrant del patrimoni cultural català           | Cal Ros (Gisclareny)  | Modifica les dades a Wikidata |
|        | el Paradís       | Gisclareny        | masia            |                                                        | 42° 14′ 31″ N, 1° 48′ 30″ E / 42.2419076961344°N,1.80826085288399°E |                                                      |                       | Modifica les dades a Wikidata |
|        | el Puig de Baga  | Gisclareny        | masia            | Estil: arquitectura popular 15th century               | 42° 15′ 56″ N, 1° 48′ 34″ E / 42.265429°N,1.809328°E ca:el Puig, Gisclareny 993 msnm | bé integrant del patrimoni cultural català           | El Puig de Baga       | Modifica les dades a Wikidata |
|        | el Tossal        | Gisclareny        | masia            |                                                        | 42° 14′ 55″ N, 1° 47′ 11″ E / 42.2487108976126°N,1.7862772150295°E |                                                      |                       | Modifica les dades a Wikidata |
|        | l'Hostalet       | Gisclareny        | masia            |                                                        | 42° 16′ 08″ N, 1° 48′ 53″ E / 42.2689026031209°N,1.81470043240587°E |                                                      |                       | Modifica les dades a Wikidata |
|        | la Baga          | Gisclareny        | masia            |                                                        | 42° 16′ 36″ N, 1° 46′ 08″ E / 42.2766337844738°N,1.76892114738112°E |                                                      |                       | Modifica les dades a Wikidata |
|        | la Boïga         | Gisclareny        | masia            |                                                        | 42° 15′ 20″ N, 1° 46′ 17″ E / 42.2556588120459°N,1.77145077669072°E |                                                      |                       | Modifica les dades a Wikidata |
|        | la Casanova      | Gisclareny        | masia            |                                                        | 42° 15′ 23″ N, 1° 46′ 10″ E / 42.2563678790529°N,1.76954578710788°E ca:A l'est del veïnat del coll de la Bena damunt del camí ral i al nord dels prats de Coll de la Bena                              |                                                      |                       | Modifica les dades a Wikidata |
|        | la Pelosa        | Gisclareny        | masia            |                                                        | 42° 16′ 52″ N, 1° 47′ 48″ E / 42.28104°N,1.79675°E ca:Al costat del coll de la Pelosa damunt de Molnell i sota la solana de la Boixassa                                                                |                                                      |                       | Modifica les dades a Wikidata |

## molí d'aigua
| imatge | Nom                    | Ubicat a   | instància de | Detalls                                  | coordenades | Protecció                                  | Commons (més fotos) | Dades a WD                    |
| ------ | ---------------------- | ---------- | ------------ | ---------------------------------------- | --- | ------------------------------------------ | ------------------- | ----------------------------- |
|        | Molí Vell              | Gisclareny | molí d'aigua |                                          | 42° 14′ 27″ N, 1° 48′ 42″ E / 42.2409528035282°N,1.81170886982219°E                                                                               |                                            |                     | Modifica les dades a Wikidata |
|        | Molí de Cal Cerdanyola | Gisclareny | molí d'aigua | Estil: arquitectura popular              | 42° 15′ 59″ N, 1° 48′ 50″ E / 42.266527°N,1.814012°E ca:Aiguabarreig del Bastareny amb el torrent del Forat. Pista de Bagà a Font de l'Adou. PK.4 | bé integrant del patrimoni cultural català |                     | Modifica les dades a Wikidata |
|        | Molí de Vilella        | Gisclareny | molí d'aigua |                                          | 42° 14′ 26″ N, 1° 48′ 38″ E / 42.2406518509147°N,1.81047825252359°E                                                                               |                                            |                     | Modifica les dades a Wikidata |
|        | el Molí del Puig       | Gisclareny | molí d'aigua | Estil: arquitectura popular 18th century | 42° 16′ 07″ N, 1° 48′ 45″ E / 42.268727°N,1.812509°E ca:el Puig, Gisclareny 903 msnm                                                              | bé integrant del patrimoni cultural català | El Molí del Puig    | Modifica les dades a Wikidata |

## muntanya
| imatge | Nom                   | Ubicat a                            | instància de | Detalls | coordenades | Protecció | Commons (més fotos)       | Dades a WD                    |
| ------ | --------------------- | ----------------------------------- | ------------ | ------- | --- | --------- | ------------------------- | ----------------------------- |
|        | Cap de la Baga        | Gisclareny                          | muntanya     |         | 42° 16′ 39″ N, 1° 48′ 15″ E / 42.2775°N,1.80411°E 1338 msnm                                                                                                   |           |                           | Modifica les dades a Wikidata |
|        | Cap de la Boixassa    | Bagà Gisclareny                     | muntanya     |         | 42° 17′ 19″ N, 1° 47′ 55″ E / 42.288559°N,1.798617°E 1820 msnm                                                                                                |           | Cap de la Boixassa        | Modifica les dades a Wikidata |
|        | Cap de la Pelosa      | Gisclareny                          | muntanya     |         | 42° 16′ 46″ N, 1° 47′ 45″ E / 42.27936111°N,1.79590556°E 1449.3 msnm                                                                                          |           |                           | Modifica les dades a Wikidata |
|        | Comabona              | Montellà i Martinet Gisclareny      | muntanya     |         | 42° 17′ 01″ N, 1° 43′ 38″ E / 42.2837256647°N,1.72723092081°E 2548 msnm                                                                                       |           | Comabona                  | Modifica les dades a Wikidata |
|        | Pradell               | Gisclareny Bellver de Cerdanya      | muntanya     |         | 42° 17′ 36″ N, 1° 45′ 44″ E / 42.2933°N,1.76214°E 2213 msnm                                                                                                   |           | Pradell (vall de Pi)      | Modifica les dades a Wikidata |
|        | Puig Terrers          | Gisclareny                          | muntanya     |         | 42° 16′ 57″ N, 1° 44′ 17″ E / 42.28245°N,1.73815556°E ca:Cim del vessant sud de la Serra del Cadí davant de Comabona i dominant l'obaga de Molnell. 2466 msnm |           | Puig Terrers (Gisclareny) | Modifica les dades a Wikidata |
|        | Roc de les Estoselles | Saldes Gisclareny                   | muntanya     |         | 42° 15′ 44″ N, 1° 45′ 11″ E / 42.262139°N,1.753089°E |           |                           | Modifica les dades a Wikidata |
|        | Roca Tallada          | Bagà Gisclareny                     | muntanya     |         | 42° 16′ 55″ N, 1° 49′ 49″ E / 42.28208333°N,1.83027778°E 1666.7 msnm                                                                                          |           |                           | Modifica les dades a Wikidata |
|        | Roca de la Moixa      | Bagà Bellver de Cerdanya Gisclareny | muntanya     |         | 42° 17′ 27″ N, 1° 46′ 44″ E / 42.29075°N,1.778922°E 2048.4 2053 msnm                                                                                          |           |                           | Modifica les dades a Wikidata |
|        | Turbians              | Bagà Gisclareny                     | muntanya     |         | 42° 14′ 42″ N, 1° 49′ 32″ E / 42.24500278°N,1.825675°E 1519.2 msnm                                                                                            |           |                           | Modifica les dades a Wikidata |

## nucli de població
| imatge | Nom                | Ubicat a   | instància de      | Detalls | coordenades                                                                                                | Protecció | Commons (més fotos) | Dades a WD                    |
| ------ | ------------------ | ---------- | ----------------- | ------- | --- | --------- | ------------------- | ----------------------------- |
|        | Barri del Roser    | Gisclareny | nucli de població |         | 42° 14′ 59″ N, 1° 47′ 10″ E / 42.24964°N,1.78607°E 1388 msnm                                               |           | Barri del Roser     | Modifica les dades a Wikidata |
|        | Berta              | Gisclareny | nucli de població |         | 42° 15′ 10″ N, 1° 47′ 11″ E / 42.25269°N,1.7865°E 1280 msnm                                                |           | Berta (Gisclareny)  | Modifica les dades a Wikidata |
|        | Faia               | Gisclareny | nucli de població |         | 42° 15′ 54″ N, 1° 49′ 23″ E / 42.2650687°N,1.8230716°E ca:Ctra. Bagà-Gisclareny, trencall a mà dreta, 3 km |           | Faia (Gisclareny)   | Modifica les dades a Wikidata |
|        | Vilella            | Gisclareny | nucli de població |         | 42° 14′ 40″ N, 1° 48′ 27″ E / 42.244376955589°N,1.80737383156°E                                            |           |                     | Modifica les dades a Wikidata |
|        | el Coll de la Bena | Gisclareny | nucli de població |         | 42° 15′ 26″ N, 1° 46′ 07″ E / 42.2573571950414°N,1.76858092458476°E                                        |           |                     | Modifica les dades a Wikidata |
|        | la Baga            | Gisclareny | nucli de població |         | 42° 16′ 35″ N, 1° 46′ 00″ E / 42.27636879963°N,1.7667517241959°E                                           |           |                     | Modifica les dades a Wikidata |

## pont
| imatge | Nom                                            | Ubicat a   | instància de | Detalls                                                                    | coordenades | Protecció                                  | Commons (més fotos)          | Dades a WD                    |
| ------ | ---------------------------------------------- | ---------- | ------------ | -------------------------------------------------------------------------- | --- | ------------------------------------------ | ---------------------------- | ----------------------------- |
|        | Pont nou de Molnell                            | Gisclareny | pont         | 14th century Travessa: Bastareny                                           | 42° 16′ 07″ N, 1° 47′ 59″ E / 42.26867°N,1.79984°E ca:Al costat de les fonts de l'Adou PK.5. (Ajuntament de Gisclareny. Av. Roser S/N 08695) 942 msnm      |                                            |                              | Modifica les dades a Wikidata |
|        | pont Vell de Monnell                           | Gisclareny | pont         | Estil: arquitectura popular 15th century Travessa: Bastareny Estat: malmès | 42° 16′ 08″ N, 1° 47′ 57″ E / 42.2688°N,1.79921°E ca:Font de l'Adou, Molnell 945 msnm                                                                      | bé integrant del patrimoni cultural català | Pont Vell de Monnell         | Modifica les dades a Wikidata |
|        | pont de Cal Cerdanyola                         | Gisclareny | pont         | Estat: bon estat                                                           | 42° 16′ 06″ N, 1° 48′ 53″ E / 42.26824°N,1.81465°E ca:Al costat de Cal Cerdanyola damunt del torrent. (Ajuntament de Gisclareny. Av. Roser S/N 08695)      |                                            |                              | Modifica les dades a Wikidata |
|        | pont de Faia                                   | Gisclareny | pont         | Estil: arquitectura popular 15th century Travessa: Bastareny Estat: malmès | 42° 15′ 58″ N, 1° 49′ 28″ E / 42.266061°N,1.824472°E ca:Antic camí de Santa Magdalena 865 msnm                                                             | bé integrant del patrimoni cultural català | Pont de Faia                 | Modifica les dades a Wikidata |
|        | pont del Bullidor de la Llet                   | Gisclareny | pont         | Estil: arquitectura popular 15th century Estat: malmès                     | 42° 16′ 30″ N, 1° 49′ 04″ E / 42.274866°N,1.817894°E ca:Antic camí de Bagà a la Cerdanya 991 msnm                                                          | bé integrant del patrimoni cultural català | Pont del Bullidor de la Llet | Modifica les dades a Wikidata |
|        | pont del Molí del Puig                         | Gisclareny | pont         | Estil: arquitectura popular 15th century Travessa: Bastareny Estat: malmès | 42° 16′ 07″ N, 1° 48′ 45″ E / 42.268669°N,1.812551°E ca:A tocar del Molí del Puig 903 903.1 msnm                                                           | bé integrant del patrimoni cultural català | Pont del Molí del Puig       | Modifica les dades a Wikidata |
|        | pont del camí de Molnell a la Muga per Vimboca | Gisclareny | pont         | 14th century Estat: bon estat                                              | 42° 16′ 33″ N, 1° 46′ 32″ E / 42.27588°N,1.7755°E ca:Damunt del torrent de la Muga, dins l'obaga.(Ajuntament de Gisclareny. Av. Roser S/N 08695) 1107 msnm |                                            |                              | Modifica les dades a Wikidata |

## serra
| imatge | Nom                 | Ubicat a                            | instància de | Detalls | coordenades                                                          | Protecció | Commons (més fotos) | Dades a WD                    |
| ------ | ------------------- | ----------------------------------- | ------------ | ------- | -------------------------------------------------------------------- | --------- | ------------------- | ----------------------------- |
|        | la Moixa            | Bellver de Cerdanya Bagà Gisclareny | serra        |         | 42° 17′ 28″ N, 1° 46′ 28″ E / 42.2911°N,1.77432°E 2212.5 msnm        |           |                     | Modifica les dades a Wikidata |
|        | serra de Gisclareny | Gisclareny                          | serra        |         | 42° 15′ 15″ N, 1° 48′ 56″ E / 42.25405°N,1.815619°E 1547.9 msnm      |           |                     | Modifica les dades a Wikidata |
|        | serra de Monnell    | Gisclareny                          | serra        |         | 42° 16′ 50″ N, 1° 47′ 01″ E / 42.28063889°N,1.78375°E 1553.4 msnm    |           |                     | Modifica les dades a Wikidata |
|        | serrat de la Muga   | Gisclareny                          | serra        |         | 42° 17′ 26″ N, 1° 44′ 54″ E / 42.29052778°N,1.74847222°E 2251.8 msnm |           |                     | Modifica les dades a Wikidata |
|        | serrat dels Trulls  | Bagà Gisclareny                     | serra        |         | 42° 16′ 41″ N, 1° 50′ 13″ E / 42.27797222°N,1.83697222°E 1666.7 msnm |           |                     | Modifica les dades a Wikidata |

## Misc
| imatge | Nom                             | Ubicat a                                                                                     | instància de                                   | Detalls                                  | coordenades | Protecció                                  | Commons (més fotos)    | Dades a WD                    |
| ------ | ------------------------------- | -------------------------------------------------------------------------------------------- | ---------------------------------------------- | ---------------------------------------- | --- | ------------------------------------------ | ---------------------- | ----------------------------- |
|        | Balma Negra                     | Gisclareny                                                                                   | abric rocós                                    |                                          | 42° 15′ 14″ N, 1° 47′ 32″ E / 42.254013821189°N,1.79209145223612°E                                                                                    |                                            |                        | Modifica les dades a Wikidata |
|        | Barraca de l'Endal              | Gisclareny                                                                                   | borda                                          |                                          | 42° 16′ 08″ N, 1° 44′ 36″ E / 42.2688546948566°N,1.7433783497101°E                                                                                    |                                            |                        | Modifica les dades a Wikidata |
|        | Clot de Vimboca                 | Gisclareny                                                                                   | indret                                         |                                          | 42° 17′ 04″ N, 1° 47′ 27″ E / 42.28455°N,1.79073°E ca:Depressió situada sota el coll del mateix nom entre la roca de la Moixa i el cap dela Boixassa. |                                            |                        | Modifica les dades a Wikidata |
|        | Comabona                        | Gisclareny                                                                                   | vèrtex geodèsic                                | Alt: 1.2m                                | 42° 17′ 01″ N, 1° 43′ 38″ E / 42.283738°N,1.727159°E 2547.218 msnm                                                                                    |                                            |                        | Modifica les dades a Wikidata |
|        | Forat de Vimboca                | Gisclareny                                                                                   | cova avenc                                     |                                          | 42° 17′ 06″ N, 1° 47′ 46″ E / 42.28498°N,1.79608°E ca:Al punt més estret del Clot de Vimboca que separa la Roca de la Moixa amb el Cap de la Boixassa |                                            |                        | Modifica les dades a Wikidata |
|        | Gisclareny                      | Gisclareny                                                                                   | entitat singular de població capital municipal | 30 hab                                   | 42° 15′ 07″ N, 1° 47′ 15″ E / 42.25194444444445°N,1.7875°E 1340 msnm                                                                                  |                                            |                        | Modifica les dades a Wikidata |
|        | casa consistorial de Gisclareny | Gisclareny                                                                                   | casa consistorial                              |                                          | 42° 15′ 00″ N, 1° 47′ 12″ E / 42.2500012°N,1.7866097°E                                                                                                |                                            |                        | Modifica les dades a Wikidata |
|        | coll de Tancalaporta            | Gisclareny Bellver de Cerdanya                                                               | collada                                        |                                          | 42° 17′ 15″ N, 1° 44′ 14″ E / 42.2876°N,1.73717°E 2343.7 msnm                                                                                         |                                            |                        | Modifica les dades a Wikidata |
|        | rectoria de Gisclareny          | Gisclareny                                                                                   | rectoria                                       | Estil: arquitectura popular 18th century | 42° 15′ 00″ N, 1° 47′ 12″ E / 42.249998°N,1.786593°E ca:Pl. de l'Església 1338 msnm                                                                   | bé integrant del patrimoni cultural català | Rectoria de Gisclareny | Modifica les dades a Wikidata |
|        | serra del Cadí                  | Cava Josa i Tuixén Saldes Gisclareny Montellà i Martinet Alàs i Cerc la Vansa i Fórnols Bagà | serralada àrea protegida                       | Llarg: 22.6km Ample: 8km                 | 42° 17′ 08″ N, 1° 38′ 09″ E / 42.285691°N,1.635761°E                                                                                                  |                                            | Serra del Cadí         | Modifica les dades a Wikidata |
|        | torre de Faia                   | Gisclareny                                                                                   | torre de defensa                               | Estil: arquitectura popular              | 42° 15′ 54″ N, 1° 49′ 25″ E / 42.2651138889°N,1.82367222222°E ca:Ctra. Bagà-Gisclareny, trencall a mà dreta, 3 km 926 msnm                            | bé integrant del patrimoni cultural català | Torre de Faia          | Modifica les dades a Wikidata |